# Medina obscurella
Medina obscurella är en tvåvingeart som först beskrevs av Robineau-desvoidy 1863.  Medina obscurella ingår i släktet Medina och familjen parasitflugor.
Artens utbredningsområde är Frankrike. Inga underarter finns listade i Catalogue of Life.